# Premio Flaiano per la televisione e la radio
Il Premio Flaiano per la televisione e la radio è un riconoscimento assegnato nell'ambito del Premio Flaiano dal 1980, ad autori, registi, conduttori, attori, critici e operatori nell'ambito delle produzioni televisive e radiofoniche.

## Albo d'oro
Di seguito i vincitori dalla prima edizione del 1980.

### 1980-1989

#### Premio per la sceneggiatura
- 1980 - Maria Stella Sernas, Thomas Sherman e Gianni Serra per Che fare?
- 1981 - Gianfranco Bettetini per Semmelweis e Ariane Mnouchkine per Molière
- 1982 - Giacomo Battiato per Colomba e Arthur Miller per Fania
- 1983 - Ennio De Concini per Storia d'amore e d'amicizia
- 1984 - Alfredo Giannetti per All'ombra della grande quercia
- 1985 - Luigi Magni e Bernardino Zapponi per State buoni se potete
- 1986 - Maurizio Costanzo e Alberto Silvestri per Orazio
- 1987 - Umberto Silva e Silvana Castelli per Sogno di Amleto
- 1988 - Vittorio Bonicelli e Sauro Scavolini per Sei delitti per padre Brown
- 1989 - Mario Monicelli per Amori

#### Premio per l'interpretazione
- 1983 - Tino Carraro per Tre anni
- 1984 - Virna Lisi per ...e la vita continua
- 1985 - Barbara De Rossi per Quo vadis? e Io e il duce
- 1986 - Michele Placido per La piovra e La piovra 2
- 1987 - Lea Massari per Una donna a Venezia
- 1988 - Diego Abatantuono per Il segreto del Sahara
- 1989 - Remo Girone per La piovra 4

#### Premio speciale
- 1982 - Gianni Bongioanni e Carlotta Wittig per Mia figlia, Siro Angeli e Vittorio Cottafavi per Maria Zef
- 1988 - Renzo Arbore e Ugo Porcelli per Indietro tutta!

### 1990-1999

#### Premio per l'autore
- 1996 - Arnaldo Bagnasco

#### Premio per la regia
- 1993 - Giorgio Capitani per Non se ne vogliono andare e Un figlio a metà
- 1994 - Franco Rossi per Michele va alla guerra
- 1995 - Nanni Loy per A che punto è la notte
- 1998 - Andrea Frazzi e Antonio Frazzi per Don Milani - Il priore di Barbiana
- 1999 - Alberto Sironi per Il commissario Montalbano

#### Premio per la sceneggiatura
- 1990 - Enrico Maria Salerno per Disperatamente Giulia
- 1991 - Sandro Petraglia e Stefano Rulli per La piovra 5 - Il cuore del problema
- 1992 - Laura Toscano e Franco Marotta per Dalla notte all'alba

#### Premio per l'interpretazione
- 1990 - Florinda Bolkan per Affari di famiglia e Carlo Delle Piane per Il prato delle volpi
- 1991 - Lina Sastri per Donne armate, Luca De Filippo per Sabato, domenica e lunedì e Klaus Maria Brandauer per La rivoluzione francese
- 1992 - Grazyna Szapolowska per Piazza di Spagna e Massimo Dapporto per Non siamo soli e Come una mamma
- 1993 - Edwige Fenech per Delitti privati e Gigi Proietti per Un figlio a metà
- 1994 - Katharina Böhm per Amico mio
- 1995 - Lorenza Indovina per La piovra 7 - Indagine sulla morte del commissario Cattani e Leo Gullotta per il complesso dell'opera
- 1996 - Ida Di Benedetto per Morte di una strega
- 1998 - Lino Banfi per Nuda proprietà vendesi e Antonella Fattori per Nessuno escluso
- 1999 - Veronica Pivetti per Commesse, Claudia Pandolfi per Un medico in famiglia e Luca Zingaretti per Il commissario Montalbano

#### Premio per il programma
- 1993 - Melo Freni per Cronache italiane
- 1994 - Licia Colò per L'arca di Noè
- 1995 - Cristina Parodi per Rotocalco e Loris Mazzetti per L'albero azzurro
- 1996 - Vittorio Sgarbi per Lezioni private
- 1997 - Serena Dandini, Sabina Guzzanti e Corrado Guzzanti per Pippo Chennedy Show
- 1998 - Pier Francesco Pingitore, Oreste Lionello e Nathaly Caldonazzo per Gran caffè
- 1999 - Enrico Ghezzi per Blob

#### Premio per il programma radiofonico
- 1998 - Enrica Bonaccorti per Chiamate Roma 3131 e Enrico Vaime per Ma che ora è ...
- 1999 - Antonello Dose e Marco Presta per Il ruggito del coniglio

#### Premio per il programma culturale
- 1995 - Daria Bignardi e David Riondino per A tutto volume
- 1998 - Gigi Marzullo per Sottovoce
- 1999 - Luigi Bizzarri e Francesco Cirafici per La grande storia in prima serata

#### Premio per la conduzione
- 1994 - Luciano Rispoli per Tappeto volante
- 1995 - Rosanna Lambertucci per Più sani e più belli
- 1996 - Michele Santoro per il complesso dell'opera
- 1997 - Gaia De Laurentiis per Target e Rita Forte per Tappeto volante
- 1998 - Veronica Pivetti per Festival di Sanremo 1998

#### Premio per il giornalismo
- 1994 - Claudio Angelini per Almanacco
- 1995 - Antonio Ricci per Striscia la notizia
- 1996 - Giovanni Minoli per Mixer

#### Premio speciale
- 1990 - Carlo Fuscagni, direttore di Rai 1
- 1991 - Brando Giordani per l'ideazione di Piacere Raiuno
- 1992 - Ugo Gregoretti
- 1993 - Biagio Agnes per la promozione culturale
- 1994 - Pamela Prati
- 1996 - Ernesto Pascale per la promozione culturale
- 1997 - Federico Zeri per la promozione culturale
- 1999 - Jocelyn

#### Premi speciali Festival europeo "Teatro in televisione"
- 1991 
  - Migliore programma - Invenzione di Valse
  - Migliore autore - Vaclav Havel per Trilogia di Vanek
  - Migliore interprete maschile - Gérard Jugnot
  - Migliore interprete femminile - Irene Kugler

#### Premio per la carriera
- 1993 - Piero Angela, Horst Tappert e Anton Giulio Majano
- 1994 - Pippo Baudo
- 1995 - Enza Sampò, Sandro Bolchi, Gemelle Kessler
- 1998 - Sergio Zavoli

#### Premio per la critica televisiva
- 1997 - Alessandra Comazzi
- 1998 - Gualtiero Peirce
- 1999 - Emanuele Pirella

### 2000-2010

#### Premio per la regia
- 2000 - Gilberto Squizzato per I racconti di Quarto Oggiaro
- 2002 - Antonello Grimaldi per Distretto di polizia 2 e Giuliana Gamba per La casa dell'angelo
- 2003 - Gianfranco Albano per Generazioni
- 2004 - Leone Pompucci per La fuga degli innocenti)
- 2005 - Liliana Cavani per De Gasperi - L'uomo della speranza
- 2006 - Claudio Bonivento per Il Grande Torino
- 2007 - Gianluca Maria Tavarelli per Maria Montessori - Una vita per i bambini
- 2008 - Riccardo Milani per Rebecca, la prima moglie
- 2009 - Stefano Sollima per Romanzo criminale - La serie

#### Premio per la sceneggiatura
- 2006 - Furio e Giacomo Scarpelli per La buona battaglia - Don Pietro Pappagallo

#### Premio per l'interpretazione
- 2000 - Raoul Bova per Ultimo - La sfida, Andrea Giordana per Provincia segreta e Elena Sofia Ricci per Il rumore dei ricordi
- 2001 - Sabrina Ferilli e Massimo Ghini per Come l'America
- 2002 - Michele Placido per Il sequestro Soffiantini, Isabella Ferrari per Distretto di polizia, Franco Castellano e Amanda Sandrelli per Perlasca - Un eroe italiano e Nino Frassica per Don Matteo
- 2003 - Sergio Castellitto per Ferrari e Margot Sikabonyi per Un medico in famiglia
- 2004 - Joannes Brandrup per Al di là delle frontiere
- 2005 - Fabrizio Gifuni e Sonia Bergamasco per De Gasperi - L'uomo della speranza, Giorgio Tirabassi per Paolo Borsellino e Sabrina Ferilli per Dalida
- 2006 - Chiara Salerno per La squadra e Flavio Insinna per La buona battaglia - Don Pietro Pappagallo
- 2007 - Neri Marcorè per Papa Luciani - Il sorriso di Dio e Stefania Rocca per Mafalda di Savoia
- 2008 - Giuseppe Fiorello per La vita rubata e Lunetta Savino per Il coraggio di Angela
- 2009 - Pierfrancesco Favino per Pane e libertà e Simona Cavallari per Squadra antimafia - Palermo oggi

#### Premio per la conduzione
- 2000 - Piero Marrazzo per Mi manda Raitre
- 2001 - Claudio Bisio per Zelig
- 2002 - Alessia Marcuzzi per Le Iene
- 2003 - Giovanni Floris per Ballarò
- 2005 - Gene Gnocchi per Buono a sapersi
- 2006 - Antonello Piroso per Omnibus
- 2007 - Ficarra e Picone per Striscia la notizia
- 2008 - Roberta Petrelluzzi per Un giorno in pretura
- 2009 - Luca Telese per Tetris

#### Premio per il programma
- 2000 - Giovanni Anversa per Racconti di vita
- 2001 - Gregorio Paolini e Tullio Solenghi per Convenscion e Simona Ercolani e Giovanni Filippetto per Sfide
- 2003 - Marco Berry per Invisibili
- 2004 - Paola Cortellesi per Nessundorma
- 2005 - Giorgio Albertazzi e Dario Fo per Il teatro in Italia
- 2007 - Sveva Sagramola per Geo

#### Premio per il programma culturale
- 2000 - Emilio Tadini per Contesto
- 2001 - Alberto Angela per Ulisse - Il piacere della scoperta
- 2002 - Franca Leosini per Storie maledette
- 2003 - Philippe Daverio per Passepartout
- 2004 - Carlo Lucarelli per Blu notte - Misteri italiani

#### Premio per il giornalismo televisivo
- 2002 - Toni  Capuozzo per Terra!

#### Premio per la migliore fiction
- 2005 - Carlo Degli Esposti e Silvio Severi per Cefalonia

#### Premio per il programma radio
- 2000 - Andrea Vianello per Radio anch'io
- 2001 - Stefano Della Casa e Silvia Toso per Hollywood Party
- 2002 - Fiorello per Viva Radio 2 ed Enrico Stinchelli per La Barcaccia
- 2003 - Luciana Littizzetto per La bomba
- 2004 - Lillo & Greg per 610
- 2005 - Luca Crovi per Tutti i colori del giallo
- 2006 - Linus per la produzione di Radio Deejay
- 2007 - Mario Sinibaldi per Fahrenheit
- 2008 - Antonella Bottini e Francesco Mandica per Storyville
- 2009 - Filippo Corsini e Alfredo Provenzali per Tutto il calcio minuto per minuto

#### Premio per il documentario
- 2000 - Silvestro Montanaro per La mia famiglia
- 2001 - Fabio Roberto Caramaschi per Residence Roma
- 2002 - Roberto Olla per Emigranti
- 2003 - Milena Gabanelli per Report
- 2005 - Riccardo Iacona per W il mercato
- 2007 - Roberto Burchielli e Mauro Parissone per Napoli - Vita, morte e miracoli

#### Premio speciale
- 2001 - Piero Chiambretti
- 2008 - Antonio Albanese per Che tempo che fa

#### Premio speciale radio
- 2001 - Mino Fuccillo

#### Premio per la carriera
- 2002 - Corrado Augias e Alberto Negrin
- 2003 - Corrado Augias e Simona Marchini
- 2004 - Mike Bongiorno e Gianni Minà
- 2009 - Giovanni Minoli

#### Premio per la critica televisiva
- 2000 - Aldo Grasso
- 2003 - Sebastiano Messina
- 2005 - Antonio Dipollina

### 2010-2019

#### Premio per la regia
- 2010 - Marco Turco per C'era una volta la città dei matti...
- 2011 - Davide Marengo per Boris 3
- 2012 - Leone Pompucci per Il sogno del maratoneta
- 2013 - Gianni Lepre per Cesare Mori - Il prefetto di ferro
- 2017 - Carlo Carlei per I bastardi di Pizzofalcone
- 2018 - Rolando Ravello per Immaturi - La serie
- 2019 - Lucio Pellegrini per Il miracolo

#### Premio per l'interpretazione
- 2010 - Emilio Solfrizzi per Tutti pazzi per amore e Vittoria Puccini per C'era una volta la città dei matti...
- 2011 - Andrea Osvart per Le ragazze dello swing
- 2012 - Luigi Lo Cascio per Il sogno del maratoneta e Antonia Liskova per Che Dio ci aiuti episodio Troppo amore
- 2013 - Fabrizio Bentivoglio per Benvenuti a tavola - Nord vs Sud
- 2014 - Alessandro Preziosi per Per amore del mio popolo e Micaela Ramazzotti per Un matrimonio
- 2015 - Lunetta Savino e Luca Barbareschi per Pietro Mennea - La freccia del Sud
- 2016 - Marco D'Amore per Gomorra - La serie
- 2017 - Anna Foglietta per La mafia uccide solo d'estate e Marco Giallini per Rocco Schiavone
- 2018 - Francesco Montanari per Il cacciatore e Greta Scarano per La linea verticale
- 2019 - Tommaso Ragno per Il miracolo

#### Premio per la conduzione
- 2014 - Flavio Insinna per Affari tuoi
- 2018 - Alessandro Cattelan per E poi c'è Cattelan

#### Premio per il programma
- 2010 - Mario Tozzi e Trio Medusa per La gaia scienza
- 2011 - Serena Dandini per Parla con me e Geppi Cucciari per G'Day
- 2012 - Victoria Cabello per Quelli che il calcio
- 2013 - Pif per Il testimone
- 2015 - Tommaso Cerno per D-Day - I giorni decisivi
- 2017 - Alberto Angela per Stanotte a Venezia
- 2018 - Mika per Stasera casa Mika

#### Premio per il programma culturale
- 2011 - Marco Paolini per Ausmerzen - Vite indegne di essere vissute
- 2012 - Marco Giusti per Stracult
- 2013 - Tatti Sanguineti per Storie di cinema
- 2014 - Giacomo Zito per Destini incrociati Hotel
- 2017 - Davide Demichelis per Radici
- 2018 - Maria Cuffaro e Roberto Balducci per Tg3 nel mondo
- 2019 - Andrea Purgatori per Atlantide - Storie di uomini e di mondi

#### Premio per il documentario
- 2012 - Franco Scaglia per Fratelli e sorelle
- 2015 - Roberto Burchielli per La scelta di Catia

#### Premio per il programma radio
- 2010 - Claudio Sabelli Fioretti e Giorgio Lauro per Un giorno da pecora
- 2011 - Federica Barozzi per Tre colori
- 2012 - Alessio Bertallot per Rai Tunes
- 2013 - Dario Ballantini per Ottovolante
- 2014 - Armando Torno per Musica maestro
- 2015 - Enrico Ruggeri per Il falco e il gabbiano
- 2016 - Pino Insegno e Alessia Navarro per Voice Anatomy
- 2017 - Beppe Severgnini per Rock&Talk
- 2018 - Pietro Del Soldà per Tutta la città ne parla
- 2019 - Roberta Giordano per Effetto notte - Le notizie in 60 minuti

#### Premio per il complesso dell'opera
- 2016 - Licia Maglietta

#### Premio speciale
- 2011 - Cristiano Barbarossa per A Slum Symphony – Allegro crescendo
- 2016 - Gabriel Garko tra cinema e televisione
- 2018 - Giovanna Botteri per lo speciale del TG1 del 16 aprile sul welfare americano e Gabriella Simoni per lo speciale del TG5 sulla povertà in Italia
- 2019 - Antonio Ferrari per il giornalismo

#### Premio per la carriera
- 2019 - Steve Mc Curry

#### Premio internazionale
- 2012 - Tom Stoppard

#### Premio della Presidenza
- 2019 - Ludovica Nasti e Elisa Del Genio per L'amica geniale

### 2020-2029

#### Premio per la regia
- 2020 - Alberto Sironi per Il commissario Montalbano
- 2021 - Gianluca Maria Tavarelli per Chiamami ancora amore
- 2022 - Daniele Luchetti per L'amica geniale
- 2023 - Matteo Rovere e Letizia Lamartire per La legge di Lidia Poët

#### Premio per la sceneggiatura
- 2020 - Alessandro Fabbri per Il processo
- 2021 - Giordano Meacci e Francesca Serafini per Carosello Carosone
- 2023 - Cristiana Farina e Maurizio Careddu per Mare fuori

#### Premio per l'interpretazione
- 2020 - Edoardo Leo per Ognuno è perfetto e Vanessa Scalera per Imma Tataranni - Sostituto procuratore
- 2021 - Cristiana Capotondi per Chiara Lubich - L'amore vince tutto
- 2022 - Fabrizio Bentivoglio per Monterossi e Anna Ferzetti per Le fate ignoranti
- 2023 - Paola Cortellesi per Petra 2 e Alessandro Preziosi per La vita bugiarda degli adulti

#### Premio per il programma
- 2020 - Massimo Bernardini per TV Talk
- 2021 - Sigfrido Ranucci per Report
- 2023 - Fiorello per Viva Rai2!

#### Premio per il programma culturale
- 2020 - Licia Colò per Eden - Un pianeta da salvare
- 2021 - Stefano Bollani e Valentina Cenni per Via dei Matti nº0
- 2022 - Paolo Mieli per Passato e presente

#### Premio per il programma radio
- 2020 - Luca Barbarossa per Radio 2 Social Club

#### Premio speciale
- 2020 - Marzio Toniolo
- 2022 - Mariano Micco
- 2023 - Luisa Ranieri per la sua interpretazione in Le indagini di Lolita Lobosco

#### Premio alla carriera
- 2020 - Carlo Verdelli
- 2021 - Bernardo Valli
- 2023 - Cesara Buonamici e Lilli Gruber